# Општина Гура Калицеј (Вранча)
Гура Калицеј (рум. Gura Caliţei) општина је у Румунији у округу Вранча.
Oпштина се налази на надморској висини од 214 m.